# Socjalizm wolnościowy
Wolnościowy socjalizm – termin używany wobec różnych antyautorytarnych, antyetatystycznych oraz wolnościowych ideologii politycznych w łonie ruchu socjalistycznego, które odrzucają koncepcję socjalizmu zakładającą państwową kontrolę gospodarki, jednocześnie krytykując relacje pracy najemnej i postulując samorządność pracowniczą oraz stosowanie niehierarchicznych, zdecentralizowanych struktur organizacyjnych. 

## Ogólna charakterystyka
Wolnościowy socjalizm jest filozofią Zachodu o różnorodnych interpretacjach, choć w jego wielu wcieleniach można znaleźć pewne ogólne podobieństwa. Ideologia ta często odrzuca samą instytucję państwa podkreślając, że wolne i sprawiedliwe społeczeństwo można osiągnąć poprzez zniesienie autorytarnych instytucji kontrolujących pewne środki produkcji i podporządkujących większość społeczeństwa klasie posiadającej bądź elicie politycznej i gospodarczej. Wolnościowi socjaliści opowiadają się za zdecentralizowanymi strukturami opartymi na demokracji bezpośredniej oraz federacyjnych lub konfederacyjnych zrzeszeniach, takich jak panele obywatelskie, spółdzielnie (kooperatywy), wolnościowy municypalizm, związki zawodowe czy rady pracowników. Dążą do ustanowienia wolnościowych i dobrowolnych relacji między ludźmi poprzez identyfikację, krytykę oraz rzeczywiste zniesienie relacji autorytarnych we wszystkich aspektach życia ludzkiego. W związku z tym podkreślają swoją odrębność względem zarówno autorytarnego bolszewizmu i leninizmu, jak i reformistycznej socjaldemokracji i fabianizmu.
Jako środek do osiągnięcia celów, zwolennicy wolnościowego socjalizmu proponują decentralizację władzy politycznej i gospodarczej, zwykle obejmującą socjalizację prywatnej własności i przedsiębiorstw na dużą skalę (zachowując poszanowanie własności osobistej). Wolnościowy socjalizm zaprzecza zasadności większości form znaczącej ekonomicznie własności prywatnej, traktując relację własności w systemie kapitalistycznym jako formę dominacji, która jest antagonistyczna wobec wolności jednostki.
Do przeszłych i obecnych filozofii oraz ruchów politycznych wolnościowego socjalizmu najczęściej zalicza się anarchistyczne szkoły myślenia, zwłaszcza anarchizm społeczny i indywidualistyczny. Inne obejmują m.in. autonomizm, komunalizm, demokratyczny konfederalizm, rewolucyjny syndykalizm czy marksizm wolnościowy, a także w niektórych wersjach socjalizm utopijny.

## Historia
Określenie „wolnościowy socjalizm” wywodzi się od Josepha Déjacque, który w połowie XIX w. ukuł termin „wolnościowiec” (fr. libertaire) w dyskusji z Pierre Josephem Proudhonem z uwagi na negatywne konotacje słowa „anarchista” i „anarchia” (rozumiana potocznie jako synonim chaosu).
Pierwszym dziennikiem anarchistycznym, który użył terminu wolnościowy, był Le Libertaire, Journal du Mouforcement Social, publikowany w Nowym Jorku w latach 1858–1861 przez francuskiego anarchokomunistę Josepha Déjacque. Kolejne zarejestrowane użycie tego terminu miało miejsce w Europie, kiedy określenie "wolnościowy komunizm" zostało użyte podczas francuskiego regionalnego kongresu anarchistycznego w Hawrze (16–22 listopada 1880). W styczniu 1881 wydano francuski manifest dotyczący „komunizmu wolnościowego lub anarchistycznego”. Wreszcie w 1895 czołowi anarchiści, Sébastien Faure oraz Louise Michel opublikowali La Libertaire we Francji. Słowo to pochodzi od francuskiego słowa libertaire, które było wykorzystywane do uniknięcia francuskiego zakazu publikacji anarchistycznych pod koniec XIX w. Tradycyjnie słowo „wolnościowy” w terminie „wolnościowy socjalizm” było używane jako synonim anarchizmu i według niektórych jest to pierwotne znaczenie tego terminu.

## Przykładowy podział
Nurty anarchistyczne:
- mutualizm
- anarchokolektywizm
- anarchokomunizm (w krajach hiszpańskojęzycznych nazywany „wolnościowym komunizmem”)
- anarchoindywidualizm
- anarchosyndykalizm
- anarchofeminizm
- zielony anarchizm

Nurty marksistowskie lub marksistowsko-anarchistyczne:
- ekologia społeczna
- ekonomia uczestnicząca
- komunizm rad
- marksizm autonomistyczny
- zapatyzm
- wolnościowy municypalizm
- demokratyczny konfederalizm
- sytuacjonizm